# Un amour pour moi
Un amour pour moi è una canzone della cantante canadese Céline Dion, tratto dall'album Mélanie. La canzone è uscita in Canada nel 1984 come terzo singolo promozionale.

## Pubblicazioni
Un amor pour moi è una canzone scritta da Eddy Marnay insieme a Christian Loigerot e Thierry Geoffroy ed è stata pubblicata sul lato A del disco insieme al brano Comme on disait avant, inclusa sul lato B. Il singolo fu incluso anche nella raccolta della stessa Dion, Les oiseaux du bonheur, pubblicato in Francia nel 1984.

## Formati e tracce
LP Singolo 7'' (Canada) (TBS 5557)
1. Un amour pour moi – 3:20 (Eddy Marnay, Thierry Geoffroy, Christian Loigerot)
2. Comme on disait avant – 3:30 (Marnay, Alain Noreau)